# セオドア・ホール

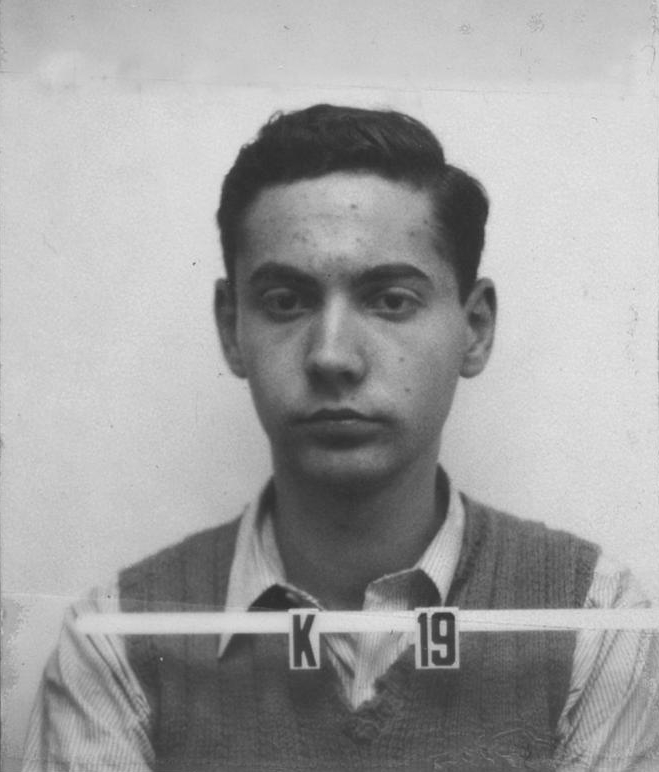
セオドア・ホール。ロスアラモス国立研究所でのIDバッジの写真

セオドア・アルヴィン・ホール（英語: Theodore Alvin Hall, 1925年10月20日 - 1999年11月1日）は、アメリカ合衆国の理論物理学者で、ソビエト連邦のスパイでもあった人物。マンハッタン計画でアメリカの原子爆弾開発に貢献したが、そのかたわらスパイとしてソビエト連邦のために活動し、プルトニウムを用いた原子爆弾「ファットマン」の詳細な設計や、プルトニウムの精製方法といった機密情報を流し続けていた。兄のエドワード・ナサニエル・ホール（Edward Nathaniel Hall, 1914年 - 2006年）はロケット工学者で、アメリカのICBM開発に主導的な役割を果たした人物である。

## 生涯
セオドア・ホールは、1925年にニューヨーク市クイーンズ区のファー・ロッカウェイ地区（Far Rockaway）のユダヤ系家庭に、セオドア・アルヴィン・ホルツバーグ（Theodore Alvin Holtzberg）の名で生まれた。生後間もなく、家族はマンハッタン北部ハーレムのワシントン・ハイツに引っ越している。彼の父はユダヤ人であることから大恐慌の際に仕事を探すことに苦労したため、反ユダヤ感情を避けるために家族の苗字をホルツバーグからホールへと変更している。
セオドア・ホールは飛び級でハーバード大学へ進学し、18歳で大学を卒業すると、1944年には19歳でマンハッタン計画に抜擢された。研究の拠点であったロスアラモス国立研究所では最年少の物理学者であったという。しかし1944年秋に休暇で故郷に戻った際、ホールはニューヨークのソ連総領事館に行き、ソ連政府に原爆に関する情報を渡すことを申し出ている。彼の死後、妻のジョーンは、ホールはロスアラモスで働き始めた最初の時期に、核兵器を独占する軍国化したアメリカ合衆国が台頭する可能性に対して強い反感を持つようになったと語っている。
ホール自身は知らなかったが、ロスアラモスで同僚だったクラウス・フックスほか科学者多数がソ連のスパイとして活動していた。スパイとして活動していた人々の全貌は現在でも分からず、彼らも互いがスパイであるかどうか知らなかったとみられる。ハーバードでホールのルームメイトだったサヴィル・サックス（Saville Sax, 1924年 – 1980年）、およびロナ・コーエン（Lona Cohen, 1913年 – 1992年）が情報の運び役となった。彼のもたらした情報は、他の科学者がもたらした情報を検証する独立した情報源としても使われた。

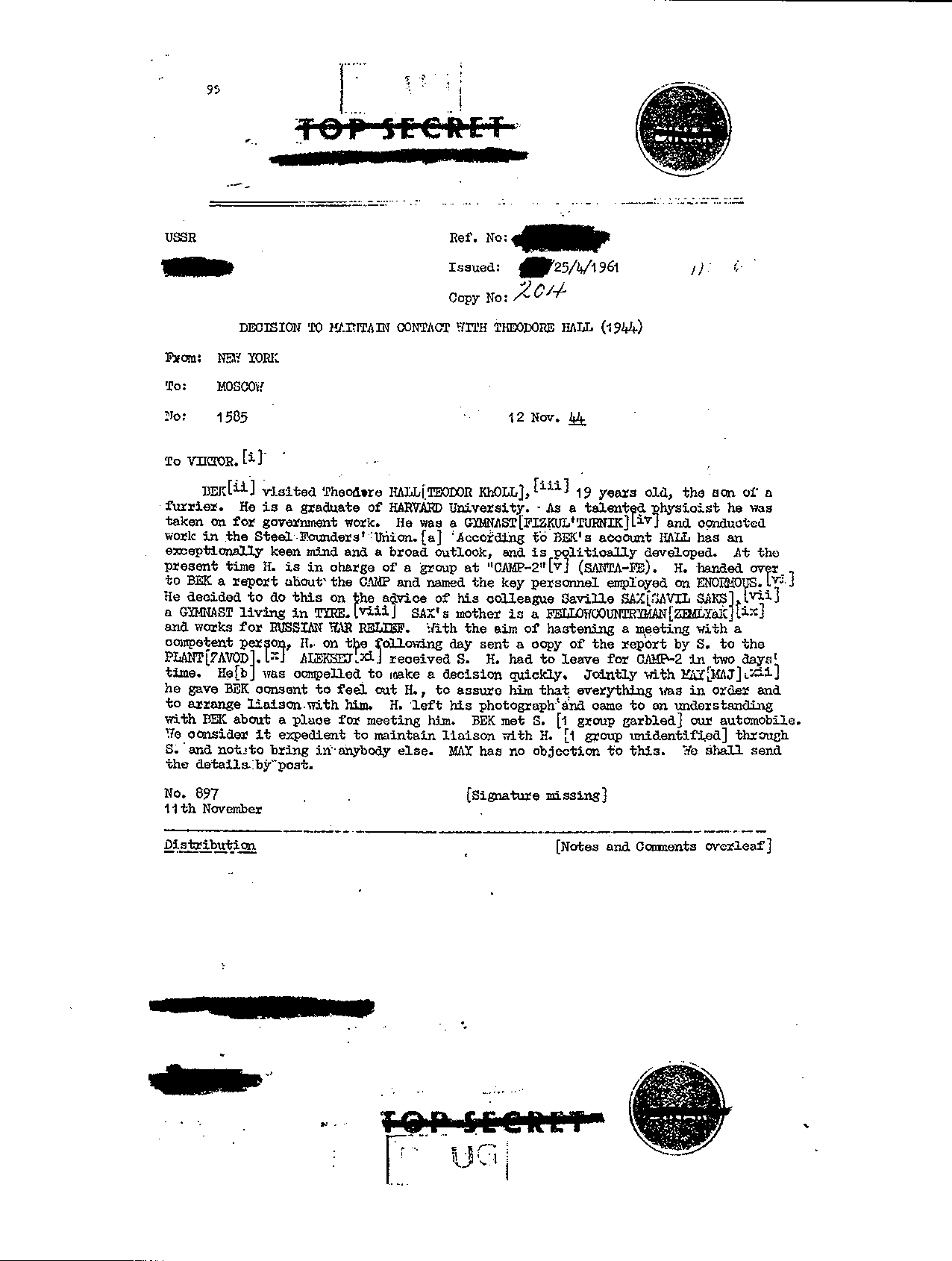
1944年11月付のソ連側文書を解読したベノナ計画の文書。セオドア・ホールの勧誘と今後の接触継続について書かれている

ハーバードでホールの学友だったサヴィル・サックスは、共産主義への共感を持った人物であった。ホールは彼の助力を得て一緒にニューヨークを訪れ、身元を調査された末にソ連外交官との面談の席を設けられた。ホールはこの席で「ファットマン」形原爆の詳細なスケッチを見せ、この情報はモスクワのNKVDへ、ワンタイムパッドを用いた暗号で送信された。ホールのコードネームは、19歳という若さであったことから、スラヴ語派で「若い」を意味する語根の「MLAD」となった。
ホールは、戦後ロスアラモスを離れてシカゴ大学に行き、生物学の研究に転向した。ここで彼はX線による微量分析の重要な技術の先駆者となった。1962年にはケンブリッジ大学で働くために渡英した。彼はストックホルム平和誓約運動（Stockholm Peace Pledge）の署名集めの活動も行っている。
1999年11月1日、ホールはイギリスのケンブリッジで死去した。彼は晩年はパーキンソン病を患っていたが、死因は腎臓がんであった。

### スパイ活動の公表
長年、ロスアラモスでの原爆開発計画に関する情報のほとんどがクラウス・フックスやローゼンバーグ夫妻によって流出したと考えられてきた。ソ連によるスパイ行為がベノナ計画（暗号解読計画）により発覚した後、1951年にホールはFBIによる尋問を受けているが、告発されることはなく、ホールに対する嫌疑も公表されることはなかった。1956年当時のFBIの高官アラン・ベルモント（Alan H. Belmont）の言うように、ベノナ計画による解読文書は不完全な部分もあり、伝聞証拠禁止の原則を犯すため裁判で使う証拠としては問題があるという見解もあった。
1995年にベノナ計画のファイルの一部が情報公開されたことにより、ホールにもスパイの嫌疑がかかっていたことが明らかになった。1997年にホールが公開した声明文は、自身に対する嫌疑は事実であったと、遠まわしながらほぼ認めている。彼は戦後間もなくの頃の心情について、核兵器に関する「アメリカの独占」は「危険であり避けるべきだった」と語っている。
この独占を避けるため、わたしはソ連のエージェントに原爆計画の存在を教えるために短時間だけ接触しようと考えるようになった。わたしは接触がごく限られたものであることを予想した。運がよければそうなっただろうが、そうはならなかった。
彼はスパイ行為の告白とも言える同様の内容を、1998年にCNNの冷戦ドキュメンタリーに対しても繰り返している。
わたしは原爆の秘密をロシア人に渡すことに決めた。なぜならわたしには、…まるでナチス・ドイツを作るように一つの国を軍事的脅威に変え、その脅威を世界に野放しにすることになる『核の独占』などはあってはならない、ということが重要に思えたのだ。これにあたって一人の人間がすべきことには、たった一つの答えしかないように思えた。なすべき正しいこととは、アメリカの独占を壊すように行動することだった。
彼は死の直前にも、日本のNHKの取材に対して、病状の悪化のためにテープでの回答という形で改めてスパイ行為の告白を行い、スパイ活動をすることは自分一人で決めた、と語った。
ロスアラモスで、原爆の破壊力を知って自問した。アメリカが原爆を独占したら一体どうなるのか。私には信念があった。核戦争の恐怖を各国の指導者が共有すれば、彼らは正気を保ち、平和が訪れると思ったのだ。
この内容は、1999年8月22日に放送されたNHKスペシャル「世紀を超えて 『戦争 果てしない恐怖』 第3集　核兵器　機密映像は語る」で放送されている。